# El Ciervo
El Ciervo és una revista mensual independent d'opinió i cultura en castellà fundada a Barcelona el 1951.
Ha estat dirigida per Llorenç Gomis i Sanahuja (fins a la seva mort el 2005), Roser Bofill Portabella (fins a la seva mort el 2011) i Jordi Pérez Colomé. Ha representat un corrent de renovació en el catolicisme amb col·laboradors de tots els sectors, i s'ha caracteritzat per la seva independència i la seva inspiració cristiana. Hi han col·laborat Joan Gomis i Sanahuja, Alfons Carles Comín, Jordi Maluquer i Bonet i Montserrat Albet entre d'altres.

## Context històric
Espanya es trobava en un complicat moment polític, que va ser la dictadura del general Franco, que suposava la pèrdua de les llibertats polítiques dels ciutadans i la repressió i persecució d'aquelles persones que no acceptessin la llei. El 1950 Franco decideix canviar la situació política (el comerç exterior era molt pobre, la producció industrial era insuficient i l'agricultura era de baix rendiment) i demanà un pacte amb els Estats Units. Estarien autoritzats per establir unes bases pels exèrcits a canvi de donar diners a Espanya. Llavors Franco va permetre que el país entres a l'ONU, la UNESCO o l'FMI. Va ser un any on sorgiren les primeres revoltes universitàries, vagues obreres o crítiques al sistema. En conseqüència, durant els anys de la dictadura hi havia hagut una forta censura als mitjans de comunicació. Després de l'obertura de fronteres amb l'admissió a l'ONU, van arribar els primers turistes i van aparèixer els primers llibres i revistes estrangeres.

## Història
A Barcelona, la Asociación Católica Nacional de Propagandistas volia crear una secció de joves i la seva primera idea va ser crear una secció a la ACN de P, però van veure que això tindria molt poc atractiu pels joves, que havien de fer alguna cosa més creativa, i així va aparèixer la idea de crear una revista. Aquesta idea la van concebre uns amics de Claudio Colomer Marqués (propagandista del centre de Barcelona i periodista) que serien: Jorge Prat Ballester, Manuel Riera Clavillé, Jarque i Pedrals. I també amics de Paco Condimines: José María Barjau, Paco Salvá Miquel, Juan Peñalver, Lorenzo i Juan Gomis. Una bona part del grup avui col·laborat en diversos treballs periodístics a una revista de la Congregació mariana dels jesuïtes de Casp. Tot i això, l'intent de crear una revista va ser neutralitzat, però la idea ja havia nascut. No va ser fins temps després quan Claudio Colomer va donar el permís de sortida a la revista.

## Nom de la revista
El nom de la revista va néixer en el Café del Liceo i van aparèixer diversos noms com Coturno, però finalment es van decidir per El Ciervo per la frase: sicut cervus fontes aquarum, ita desiderat anima mea te, deus. Amb aquest símbol volen expressar la seva preocupació religiosa i cristiana.

## Primeres publicacions
El primer número va sortir al juny i tenia alguns articles destacables com Dos y dos, cinco. En aquest número es deia que havia estat editat per la sección de jovenes de la Asociación Católica Nacional de Propagandistas, adherida a la Acción Catòlica Española, però aquesta va ser la primera i última vegada que va tenir aquest nom. Es feia menció dels fundadors de la revista i eren els següents: José María Barjau Riu, Enrique Boada Trullás, Francisco Casamajó Xiró, Claudio Colomer Marqués, Francisco de A. Condomines Pereña, Juan Gomis Sanahuja, Lorenzo Gomis Sanahuja, Juan Eugenio Morera Altisent, Juan Peñalver aserna, Jorge Prat Ballester, Manuel Riera Clavillé i Francisco Salvá Miquel.
El segon número no va aparèixer fins al novembre. Va haver-hi una nova incorporació que seria Joaquín Xicoy Bassegoda, que es va convertir en especialista en qüestions socials i va tenir durant molt temps una presència activa. En aquest número destaquen articles com un de Paco Codomines sobre la paradoxa del cristianisme o tres articles breus de Xicoy, Salvá i Lorenzo, sobre els intel·lectuals i els obrers.
Les publicacions es va anar succeint fins a la cinquena, el maig de 1952, quan es va registrar la primera censura. En apropar-se el Congres Eucarístic de Barcelona, Nacho Montobbio va escriure El congreso debe ser Eucaristico, volent dir que entre el poble cristià i l'educació no s'havia d'interposar Franco. Finalment va haver-se de reimprimir el número i substituir el text.

## Estil
Tenia vuit pàgines grosses, de dos palms d'alçada, amb paper molt blanc, mitja dotzena de dibuixos de Juan Gomis i una trentena de textos, realitzats per entre deu i dotze autors. Estaven signats per moltes inicials i pseudònims, ja que la majoria de redactors escrivia diversos textos cadascun. La revista de seguida va cridar l'atenció dels seus lectors pel seu to col·loquial, divertit, sincer i la manera de parlar, confiada i atrevida. I no només això, sinó els seus temes, ja que parlaven de tots els temes tot i la gran censura que hi havia en el moment.

## Influències i autors
Els autors literaris més nomenats als seus deu primers números van ser Mauriac, Azorín i Chesterton: la frase senzilla i el punt i seguit serien de Azorin, l'humor i les paradoxes de Chesterton i la sensibilitat religiosa de Mauriac.

## Redactors actuals[calcitació]
• Jaume Boix Angelats (Director)
• Eugenia de Andrés (cap de redacció)
• Sònia Poch (Directora d'art)
• Manuela Galán (Administració)
• Col·laboradors habituals: Jesús Aguado, Carmina de Bofarull, Mar Cortés, Mariola Cubells, Ana Díaz-Plaja, Alejandro Duque Amusco, Carlos Eymar, Albert Ferrer, Rosario Fontova, Céline Gesret, Soledad Gomis, José Ignacio González Faus, Andreu Llabina, Josep M. Margenat, Francesc Xavier Marín, José M. Martí Font, Francisco Martínez Hoyos, Óscar Mateos, Javier Melloni, Andreu Missé, Enrique Moreno Castillo, Violeta Nicolás, Jordi Pacheco, Carles Padró, Iñaki Pardo, Manuel Quinto, Sergi Álvarez Riosalido, Julián Ruiz, Martín Sacristán, Luis Suñén.
• Il·lustradors: Pablo Caracol, María Hergueta, Mariscal, Mumamel, Pallarés, David Pintor, Eva Vázquez, Sciamarella.
• Consell editorial: Norbert Bilbeny, Pedro Cerezo Galán, Toni Comín, Jordi Delás, Alejandro Duque Amusco, Pere Escorsa, Carlos Eymar, Lluís Foix, Salvador Giner, Clara Gomis, Soledad Gomis, José A. González Casanova, José Jiménez Lozano, David Jou, Jordi Maluquer, Josep M. Margenat, Fernando Montobbio, Lucía Montobbio, Carlos M Moreno, Lluís Pastor, Jordi Pérez Colomé, Francesc X. Puig Rovira, Fernando Rey, José Luis Sánchez Noriega.

## Actualitat
Avui dia, la revista s'ha sabut modernitzar amb els temps que corren i ha creat una edició en línia per subscriptors. A més, cada any des de fa 44 anys s'organitza el premi El Ciervo-Enrique Ferrán.